# (5569) Colby
(5569) Colby es un asteroide perteneciente al cinturón de asteroides descubierto el 22 de marzo de 1974 por Carlos Torres desde la Estación Astronómica de Cerro El Roble, Chile.

## Designación y nombre
Designado provisionalmente como 1974 FO. Fue nombrado Colby en honor a Michael John Colby, promovió la exploración de los planetas por su papel como gerente de integración de naves espaciales de la misión New Horizons Pluto-Kuiper Belt de la NASA. También desempeñó papeles clave en otras misiones importantes de astronomía planetaria y espacial.

## Características orbitales
Colby está situado a una distancia media del Sol de 2,434 ua, pudiendo alejarse hasta 2,822 ua y acercarse hasta 2,046 ua. Su excentricidad es 0,159 y la inclinación orbital 5,266 grados. Emplea 1387,53 días en completar una órbita alrededor del Sol.

## Características físicas
La magnitud absoluta de Colby es 13,4. 